# Liza Marklund
Eva Elisabeth (Liza) Marklund, född 9 september 1962 i Pålmark i Piteå landsförsamling i Norrbottens län, är en svensk kriminalförfattare och krönikör vid Expressen. Hennes första deckare Sprängaren kom ut 1998, och med den etablerade hon sig som en av Skandinaviens mest säljande författare. Hon är delägare och en av grundarna till Piratförlaget.

## Biografi
Marklund växte upp som det äldsta av tre syskon i Pålmark utanför Piteå. Efter högstadiet slutade hon skolan och arbetade bland annat som croupier på Piteå stadshotell, servitris i London, på kibbutz i Israel och som telefonförsäljare i Hollywood. Hon gick sedan journalistlinjen vid Kalix folkhögskola.

### Journalistiskt arbete
Efter journalistkursen vid Kalix folkhögskola arbetade Marklund som reporter på Norrbottens-Kuriren och sedan på Norrländska Socialdemokraten. Som 24-åring fick hon anställning på Aftonbladet och flyttade från Luleå till Stockholm för att senare fortsätta till Expressen. Därefter var hon reporter på tidningen Arbetaren. Hon var med och startade tidningen Metro, var chefredaktör för Metro Weekend och arbetade på TV4. Som journalist har hon vittnat om hur hon ofta stötte på motstånd och brist på intresse när hon lyfte fram frågor om kvinnors och barns rättigheter, frågor som hon sedan fortsatt att driva som författare.

### Författarskap
Efter flera år som journalist debuterade Marklund som författare 1995 med boken Gömda, skriven tillsammans med Maria Eriksson. 1998 gav hon ut sin första kriminalroman, Sprängaren (utgiven på det lilla förlaget Ordupplaget) vilken kom att bli en av de mest sålda böckerna i Sverige i modern tid. Den belönades med Polonipriset. Hon fick också Svenska Deckarakademins debutantpris. Boken nominerades till Bästa svenska kriminalroman och till Glasnyckeln för bästa nordiska kriminalroman.
Med Sprängaren bröt Marklund normerna för den svenska deckaren. Hon introducerade en kvinnlig hjälte, kvällstidningsreportern Annika Bengtzon, i en genre där detektiverna var män. Hon introducerade bihandlingar som inte bara rör kriminalgåtan utan också huvudpersonens privatliv och aktuella samhällsfrågor. Stilen kom att få många efterföljare och några år senare hade en mängd kvinnliga deckarförfattare debuterat i Sverige, med stora framgångar. Före Sprängaren fanns det få kvinnliga författare av kriminalromaner i Sverige, medan kvinnorna hade dominerat genren i Norge i flera år, med författare som Anne Holt och Karin Fossum.
Efter Sprängaren har Marklund givit ut ytterligare sju romaner med kvällstidningsjournalisten Annika Bengtzon i huvudrollen. Böckerna har sålts i sammanlagt 9 miljoner exemplar och är översatta till 30 språk vilket gör henne till en av sin tids mest populära svenska författare. Två romaner, Sprängaren och Paradiset, har filmatiserats av Colin Nutley med Helena Bergström i huvudrollen. Film- och TV-bolaget Yellow Bird har köpt rättigheterna att filmatisera ytterligare sex av romanerna. Annika Bengtzon, hjältinnan i böckerna, har fått sitt namn av Marklunds äldsta dotter Annika och av Bengt Bengtzon, Marklunds favoritchef från tiden som journalist på Expressen.
Marklund blev årets författare 1999 och vann Svenska Litteraturpriset 2007. I augusti 2010 blev hon den andra skandinaviska författaren någonsin  som toppade New York Times bestsellerlista.

### Piratförlaget
År 1999 startade Marklund Piratförlaget tillsammans med Sigge Sigfridsson, Jan Guillou och Ann-Marie Skarp. En av grundidéerna var att författare och förlag skulle dela lika på vinsten av böckerna. Den första bok som gavs ut på förlaget var en omarbetad pocketversionen av Marklunds debutroman Gömda. Piratförlaget anses vara en av de viktigaste förnyarna i bokbranschen.

### Debatt
Marklund har i många år varit framträdande i samhällsdebatten och räknas av vissa som en av de mäktigaste opinionsbildarna i Sverige. Parallellt med sitt författarskap har hon i över 20 års tid skrivit krönikor i ett flertal tidningar, numera i Expressen och Verdens Gang. Hon har gjort sig känd som en kontroversiell debattör, framförallt gällande jämställdhet och kvinnors och barns rättigheter, och också deltagit i debatten om mäns misshandel av kvinnor.
Samtidigt som Liza Marklund flera år i rad röstats fram som en av de tio mest beundrade kvinnorna i Sverige (på fjärde plats efter drottning Silvia såväl 2004 som 2005), så har hon väckt starka känslor i den svenska debatten. Några exempel är när hon i sina krönikor ifrågasatt glesbygdsstödet till Norrlands inland och tagit ställning mot fildelning i upphovsrättsdebatten. Hon har även fått kritik för en artikelserie i Expressen år 1992, om misstänkt bedrägeri i stiftelsen Trossen, ägd av Elisabeth Hermon, som efter omfattande utredningar av polisen och skattemyndigheten frikändes. En reklamkampanj i tunnelbanan för En plats i solen fälldes av Marknadsetiska Rådet. Anledningen var att affischen var för lik en löpsedel. En TV4-dokumentär om kvinnomisshandel ”Lite stryk får de tåla” fälldes av Granskningsnämnden för radio och TV för bristande saklighet, i ett uttalande av programledaren. Den nominerades också till Kristallen för bästa TV-dokumentär 2004.
När Marklund anlitade Niclas Salomonsson som agent 2008 kritiserades hon av tjugo författarkollegor och journalister, bland andra Karin Alfredsson, Carin Holmberg, Mian Lodalen, Camilla Läckberg, Annika Sundbaum-Melin, Maria Sveland och Katarina Wennstam. Kritiken grundade sig i att Salomonsson dömts för kvinnomisshandel och därför inte ansågs vara ett lämpligt val för en författare som engagerat sig för kvinnliga våldsoffer och som stött kampen mot kvinnofridsbrott. Liza Marklund poängterade att han hade anmält sig själv, samt avtjänat sitt straff. Förläggaren Ann-Marie Skarp och kriminalförfattaren Anne Holt, tidigare Norges justitieminister, försvarade Marklunds val av agent och menade, liksom Salomonsson och Jan Guillou, att Unni Drougge, Salomonssons tidigare sambo, bedrivit en systematisk kampanj för att svärta ner Salomonsson.
Klassperspektivet i Marklunds deckare har också debatterats. Aftonbladets Åsa Linderborg har funnit att de skulle ge uttryck för klassförakt, medan författaren Tony Samuelsson i sin litterära essäsamling Arbetarklassens bästa partytricks imponeras av karaktären Annika Bengtzon, som en arbetarklasstjej som innehar manliga hjälteegenskaper – men utövar en handlingskraftig praktisk form av feminism.
2010 gjorde Marklund ett antal framträdanden i Socialdemokraternas valrörelse för att hjälpa vännen Mona Sahlin att vinna valet och nå statsministerposten. Hon skrev också en krönika i Expressen, rubricerad "Hon bryter normerna", där hon förklarade varför det var viktigt att rösta på Mona Sahlin i riksdagsvalet. Flera av Marklunds krönikor i Expressen har anmälts till såväl Pressombudsmannen som Pressens Opinionsnämnd.

#### Gömda-debatten
2008 gav journalisten Monica Antonsson ut boken Mia – sanningen om Gömda, där hon granskat bakgrunden till Marklunds dokumentärroman Gömda. Med stöd av flera människor i Mia Erikssons närhet, bland annat mannen som dömts för att ha misshandlat henne, hävdade Antonsson att det mesta i Gömda inte är sant. Liza Marklund och hennes förläggare Ann-Marie Skarp hänvisade till att en mängd uppgifter ändrats för att skydda personer som förekommer i boken. Debatten kom att handla om huruvida en bok av den här typen kunde kallas ”en sann historia”. Marklund beslutade tillsammans med förlaget att ändra begreppet till ”baserad på en sann historia”.

### Unicef-ambassadör
2004 utnämndes Marklund till ambassadör för FN:s barnfond, Unicef, mot bakgrund av sitt engagemang för mänskliga rättigheter. I samarbete med Unicef gör hon återkommande resor i världen, vilket bland annat har resulterat i artikelserien Europas barn till salu i Aftonbladet och en dokumentärserie i TV4 om barn i Kambodja och Ryssland som lever med hiv och aids.

### Amerikansk thriller
Marklund har tillsammans med den amerikanske författaren James Patterson skrivit thrillern Postcard Killers, som utkommit 2010.

### Familj
Marklund är dotter till Nils Gustaf Gerhard Marklund och Eva Ingegerd Marklund. Hon har tre barn, varav två med maken Mikael Aspeborg.

### Böcker om Annika Bengtzon
- 1998 – Sprängaren (filmatiserades 2001, se vidare Sprängaren)
- 1999 – Studio sex (filmatiserades 2012, se vidare Studio Sex (film))
- 2000 – Paradiset (filmatiserades 2003, se vidare Paradiset (2003))
- 2002 – Prime time (filmatiserades 2012, se vidare Prime Time (film))
- 2003 – Den röda vargen (filmatiserades 2012, se vidare Den röda vargen (film))
- 2006 – Nobels testamente (filmatiserades 2012, se vidare Nobels testamente (film))
- 2007 – Livstid (filmatiserades 2012, se vidare Livstid (film))
- 2008 – En plats i solen (filmatiserades 2012, se vidare En plats i solen (2012))
- 2011 – Du gamla, du fria
- 2013 – Lyckliga gatan
- 2015 – Järnblod

### Böcker om Maria Eriksson
- 1995 – Gömda (omarbetad utgåva 2000), tillsammans med Maria Eriksson
- 2004 – Asyl, tillsammans med Maria Eriksson

### Stenträsk-trilogin
- 2021 – Polcirkeln
- 2022 – Kallmyren
- 2023 – Stormberget

### Övrigt
- 1998 – Härifrån till jämställdheten, tillsammans med Lotta Snickare
- 2005 – Det finns en särskild plats i helvetet för kvinnor som inte hjälper varandra, tillsammans med Lotta Snickare
- 2010 – Postcard Killers, tillsammans med James Patterson
- 2018 – Pärlfarmen

## Kronologi
Serien om journalisten Annika Bengtzon är inte skriven i samma tidsmässiga ordning som händelserna utspelas i Annikas liv. Tidslinjen i filmerna har dock justerats så att händelserna sker i logisk följd ifall man ser filmerna i den ordning som de har producerats. Vill man ändå se filmerna i kronologisk ordning gäller följande, men detta betyder att saker, främst kring Annikas privatliv, kommer att ske i fel ordning:
1. Studio sex (2002)
2. Paradiset (1999) – Annika jobbar som redigerare, träffar Thomas och blir med barn.
3. Prime time (2002)
4. Sprängaren (2000) – Annika som journalist på kvällspressen.
5. Den röda vargen (2003)
6. Nobels testamente (2006) – fristående fortsättning på Den röda vargen.
7. Livstid (2007) – en direkt fortsättning på Nobels testamente.
8. En plats i solen (2008) – en fortsättning på Livstid.
9. Du gamla, du fria (2011) – en fortsättning på En plats i solen.
10. Lyckliga gatan (2013)
11. Järnblod (2015)

## Priser och utmärkelser
- 1998 – Vinnare av Debutant-diplomet från Svenska Deckarakademin för Sprängaren
- 1998 – Nominerad till Svenska Deckarakademins pris för Bästa svenska kriminalroman för Sprängaren
- 1998 – Polonipriset för Sprängaren
- 1999 – Utsedd till Årets författare (SKTF) för Studio sex
- 1999 – Årets Pitebo
- 1999 – Nominerad till Svenska Deckarakademins pris för Bästa svenska kriminalroman för Studio sex
- 1999 – Nominerad till Millenniets medborgare i Norrbotten
- 2000 – Vinnare av Årets pocket för Sprängaren
- 2000 – Nominerad till Årets medborgare i Norrbotten
- 2001 – Vinnare av Årets bok för Paradiset
- 2001 – Nominerad till QX:s pris Årets hetero
- 2002 – Utsedd till Årets kvinna
- 2002 – Sankt Eriksmedaljen
- 2002 – Vinnare av Scanorama Awards
- 2004 – Piteå Kommuns kulturpris
- 2005 – Nominerad till Kristallen för Bästa svenska dokumentär (Lite stryk får dom tåla)
- 2007 – Vinnare av Svenska Litteraturpriset
- 2010 – Pocketpriset, platina för En plats i solen
- 2012 – Vinnare av The Reading Relay Gold Medal för Sprängaren
- 2012 – Vinnare av Eurocrime Read of the Year för Nobels testamente
- 2013 – Vinnare av The Petrona Award (Årets bästa skandinaviska kriminalroman) för Nobels testamente
- 2015 – Vinnare av Svenska Deckarakademins specialpris
- 2016 – Vinnare av Radio Bremen's Crime Award
- 2018 – Vinnare av Crimetime hederspris